# 차상용국자표준자체표
차상용국자표준자체표(次常用國字標準字體表)는 1982년 12월에 중화민국 교육부가 제정, 발표한 한자표이다. 상용한자는 아니지만 사람들이 때때로 사용하는 한자 6341자를 수록해, 그 표준 자체를 나타낸 표이다. 별칭으로 을표라고 불린다.

## 같이 보기
- 상용국자표준자체표
- 정체자
- 간체자
- 신자체
- 약자
- 국자표준자체